# Him & I
Him & I is een nummer uit 2018 van de Amerikaanse rapper G-Eazy en de eveneens Amerikaanse zangeres Halsey.
G-Eazy wilde al een lange tijd met Halsey samenwerken. De samenwerking kwam ook niet als een verrassing, aangezien G-Eazy en Halsey een relatie hadden op het moment dat ze "Him & I" uitbrachten. Het nummer gaat dan ook over de relatie tussen de twee. Het leverde G-Eazy en Halsey wereldwijd een grote hit op, met top 10-noteringen in diverse landen. In de Amerikaanse Billboard Hot 100 haalde het nummer de 14e positie. In de Nederlandse Top 40 werd de 15e positie gehaald, en in de Vlaamse Ultratop 50 de 18e.